# 国际私法
国际私法（Private international law）、又称冲突法（Conflict of laws），是指一个国家或法域处理和调整涉及外国公民和法人的民商事法律关系的规则的总称。这种关系一般是由于对外贸易以及本国人同外国人交往而产生的。

## 产生原因
世界上的不同国家和地区有着不同的法律制度，它们各自以不同的法律规则处理同样的社会现象（出生、结婚、死亡、离婚、破产、契约、遗嘱等等）。凡某一案件具有涉外因素时，国际私法规则即体现其用处，以保证最恰当适用于该案的内国法制度的有关规则不致于同法院地的规则发生矛盾，以及帮助法院能够找到最适合该案的准据法。

## 国际私法的主要内容
按照传统观点，国际私法的内容，主要是由外国人在内国的民商事法律地位、准据法选择的规则和对外国法院判决和仲裁裁决得承认与执行等三个部分组成。

## 目标
其目标有三：
1. 描述法院根据何种条件才有权受理涉外案件。
2. 明确每类案件之当事人的权利义务必須根据哪一套内国法来判定。
3. 具体规定在什么场合下外国判决能否被承认与以及如何执行的问题。

世界上存在着一些独立的内国法体系。时常，一个国家的法院必须考虑通行于另一个国家的某项法律规定。至少由于两个原因，人们必须在涉外案件中承认外国法：不分场合一律适用法院地法（拉丁语：lex fori），往往会导致严重的不公平。其次，法院如必须合情合理地受理与涉外主张有关的诉讼，就必须按事物的性质考虑有关的外国法。
因此各国认识到它们不能在领土主权原则的庇护下仅仅是由于外国法律规则之不同于它们自己的本国法即内国法体系而置外国法规则与不顾。何况，考虑到外国法并不贬低主权。
在说明援用外国法的道理过程中，法官们和教科书著作者们，按照荷兰法学巨星约翰·福埃特的理论，常常使用“国际礼让”这一用语。但分析起来这个词本身就是同法院的职能格格不入的。
國際私法有狹義與廣義的。

## 区际法律冲突法
这课题不仅在国际情况下是，而且在州际情况下也是十分重要的。在有些联邦国家（如美国、澳洲）各州均有其当地的法律和主权。因此，发生法律冲突的频率要比其他国家高。在这种情况下，处理涉及外州民事的法律通常称为法律冲突法。
在美国，各州均有自己的法律冲突法规则-大多见于案例，少数见于制度法-其中也包括一些统一法在内。这些规则对处理州际案件的联邦法院有约束力。此外，除了少数联邦单行法和国际范围内的条约之外，还有《美國憲法》中影响法律冲突法的若干值得注目的条款。美國國際法學會曾經先後由Beale及Reese教授主導編纂「衝突法整編」，相關的方法與法則並受到美國法院實務相當的重視。
由于各种历史原因，中华人民共和國學者認為中国的四个组成部分：中国大陆、香港、澳门、台湾、采用不同的法律制度。除香港因为受到英国的殖民统治而继受英国的普通法系法律传统外，其他三个地方(中國大陸、澳門和台灣)均采用大陆法系的法律传统。而且这几个法域都有自己最终的司法终审权。因此由于这几个法域之间人口和资本的流动而产生的跨法律纠纷是不可避免的。对于如何处理该种类型的区际法律冲突问题，各个法域都已逐渐形成各自的规则。對此，中華民國的國際法學者則認為，臺灣地區與大陸地區、港澳地區依照現行中華民國法律實質上是「三套制度」，亦即兩岸法律衝突的準據法是《兩岸人民關係條例》、台港澳之間的準據法則是《香港澳門關係條例》；亦有學者認為，由於上開二法規在法律衝突的適用上多準用《涉外民事法律適用法》的規定，因此兩岸四地間的法律衝突實際上就是國際間的衝突法。

## 国际法律冲突
与国内商事往来相比，国际商事往来更可能发生法律冲突。

## 外部連結
- The European Institute for International Law and International Relations
- CONFLICT OF LAWS .NET – News and Views in Private International Law
- American Society of Comparative Law Official website
- ASIL Guide to Electronic Resources for International Law
- Hague Conference on Private International Law（页面存档备份，存于） official website.
- Max Planck Institute – for Comparative and International Private Law
- British Institute of International and Comparative Law
- International Chamber of Commerce*（页面存档备份，存于）
- International Institute for the Unification of Private Law(UNIDROIT)
- Private International Law, Research Guide（页面存档备份，存于）, Peace Palace Library
- United Nations Commission for International Trade Law
- U.S. State Department Private International Law Database（页面存档备份，存于）
- Why the Hague Convention on jurisdiction threatens to strangle e-commerce and Internet free speech, by Chris Sprigman
- EEC Rome convention 1980
- International & Foreign Law Community （页面存档备份，存于）
- Republic of Argentina v NML Capital Ltd [2010] EWCA Civ 41（页面存档备份，存于）, regarding a hedge fund's enforcement of claim against Argentina